# همگون سازی اجباری مردم تالش در آذربایجان
تالش‌ها در آذربایجان شوروی تحت سیاست جذب اجباری قرار گرفتند. این سیاست به‌طور مشترک با ایجاد و تبلیغ روایاتی توسط مقامات اتحاد جماهیر شوروی آذربایجان و قوم‌نگاران شوروی انجام شد که ادعا می‌کرد «همان‌سازی کامل و داوطلبانه تالش‌ها به آذربایجانی‌ها» در آذربایجان شوروی بود. این روایت برای توجیه سیاست یکسان سازی رهبری اتحاد جماهیر شوروی آذربایجان در قبال مردم تالش ایجاد شد و از طرق مختلف از جمله دایرةالمعارف‌ها، نقشه‌ها و کتاب‌های درسی توزیع شد. سیاست مشابهی نیز در رابطه با تات‌ها، گرجستان-اینگیلوی و دیگر مردمان اتحاد جماهیر شوروی آذربایجان دنبال شد.

## سیر وقایع
بر اساس سرشماری سال ۱۹۳۹، ۸۷۵۱۰ تالشی در جمهوری شوروی آذربایجان وجود داشت؛ بنابراین، تالشی‌ها پنجمین ملیت بزرگ آذربایجان (بعد از آذربایجانی‌ها، روس‌ها، ارمنی‌ها و لزگین‌ها) بودند که یکی از بزرگ‌ترین اقلیت‌های قومی در جمهوری بودند. با این حال، سرشماری سال ۱۹۵۹ تنها ۸۵ نفر از ملیت تالشی در آذربایجان را به خود اختصاص داد. توضیح رسمی مقامات دربارهٔ «ناپدید شدن» تقریباً کامل تالشی‌ها در این سرشماری این بود که «تالشی‌ها داوطلبانه و به صورت دسته جمعی خود را آذربایجانی معرفی کردند» در مقابل سرشماری کنندگان. کریستا گاف در کتاب خود با شواهد مستند نشان می‌دهد که اداره مرکزی آمار مسکو برنامه‌هایی برای گنجاندن مقوله ملیت تالشی در سرشماری سال ۱۹۵۹ داشته است، اما این مقوله در هنگام جمع‌آوری و تهیه گزارش‌های سرشماری در خود آذربایجان حذف شده است.
به گفته گاف، رهبری اتحاد جماهیر شوروی آذربایجان، از داده‌های سرشماری در قوم‌نگاری شوروی استفاده کرد و روایتی دربارهٔ «همون‌سازی کاملاً داوطلبانه و طبیعی» مردم تالش ایجاد کرد. پس از آن، حجم زیادی از مطالب قوم‌نگاری، زبانی، تاریخی-جغرافیایی و دیگر مطالب، در حال توسعه و بازتولید روایت‌هایی بود که به گفته گاف، برای توجیه «محو» ملی تالش‌ها و تقویت اسطوره رسمی «همان‌سازی داوطلبانه» آنها طراحی شده بود. قوم شناسان شوروی با توصیف آنچه بر تالش‌ها گذشت، بر ویژگی‌های مشترک آنها در فرهنگ و زندگی با آذربایجانی‌ها تأکید کردند و «همون سازی» تالش‌های ایرانی زبان توسط آذربایجانی‌های ترک‌زبان را به عنوان «دستاورد چشمگیر» دولت شوروی، «پیشرفت قومی-تاریخی» معرفی کردند؛ بنابراین، برای مثال، دایرةالمعارف بزرگ شوروی شروع به گفتن کرد که «در اتحاد جماهیر شوروی، تالش‌ها تقریباً با آذربایجانی‌ها که از نظر فرهنگ مادی و معنوی بسیار نزدیک هستند، ادغام شدند، بنابراین در سرشماری ۱۹۷۰ از آنها جدا نشدند». به گفته محققان، «پاک کردن» تالش‌ها از سرشماری و همچنین برخی از مردمان دیگر، یکی از راه‌های اصلی افزایش اکثریت «عنوان» آذربایجان در جمهوری و همگن سازی آن بوده است.
این سیاست یکسان سازی فشار اجتماعی، سیاسی و اقتصادی زیادی بر تالش‌ها و زندگی روزمره آنها وارد کرد و آنها را به «ادغام» با ملت عنوان دار آذربایجان تحریک کرد. به عنوان مثال، تالشی‌ها نمی‌توانند به عنوان نماینده ملیت تالشی در اسناد رسمی ثبت شوند و والدین نمی‌توانند فرزندان خود را در مدارسی که به زبان تالشی تدریس می‌کنند ثبت نام کنند. برخی از تالشی‌ها از مقامات درخواست کردند که در اسناد دولتی حقوق خود را به عنوان تالشی معرفی کنند، اما همه این درخواست‌ها تا سال ۱۹۸۹ از سوی مقامات رد شد. برخی دیگر که راه چاره‌ای نیافتند، برای پرهیز از تبعیض در زندگی روزمره، مثلاً هنگام درخواست شغل، هویت آذربایجانی را اتخاذ کردند. کریستا گاف همچنین به داستان‌هایی از تالشی‌ها اشاره می‌کند که اعتراف کرده‌اند که به دلیل انگ ملیت، نبود مدرسه، کتاب و سایر منابع در میان تالشی‌های آذربایجان و همچنین عدم تمایل به تالشی بودن، آنها خودشناسی آذربایجانی و زبان آذربایجانی را ترجیح می‌دهند، حتی می‌ترسند فرزندانشان در صورت صحبت با زبان تالشی آذربایجانی با تبعیض مواجه شوند. نمایندگان مردم تالش اغلب این روایت‌های شبیه‌سازی را که به آنها گفته می‌شد و در دایرةالمعارف‌ها، مقاله‌ها و سایر مطالب چاپی یافتند، شبیه‌سازی می‌کردند.
از سال ۱۹۶۰ تا ۱۹۸۹، تالشی‌ها به عنوان یک قوم جداگانه در سرشماری‌ها قرار نگرفتند، زیرا آنها بخشی از آذربایجانی‌ها (ترک‌های آذربایجانی) محسوب می‌شدند.
در سال ۱۹۷۸، بخشی از تالش‌ها به اداره مرکزی آمار مسکو و روزنامه پراودا با شکایت دسته جمعی مبنی بر امتناع کارکنان سرشماری از ثبت نام آنها به عنوان تالش در سرشماری آتی سال ۱۹۷۹ مراجعه کردند. که پاسخ نامه ای از رئیس اداره سرشماری سراسری ایسوپوف دریافت کردند که در آن گفته شد که مقوله ملیت تالشی در سرشماری گنجانده نخواهد شد، زیرا ایسوپوف با اشاره به گزارش قوم نگاری در مورد همسان سازی تالش‌ها نوشت، تالشی‌ها اکنون آذربایجانی هستند.